# 黄金海岸曲棍球中心

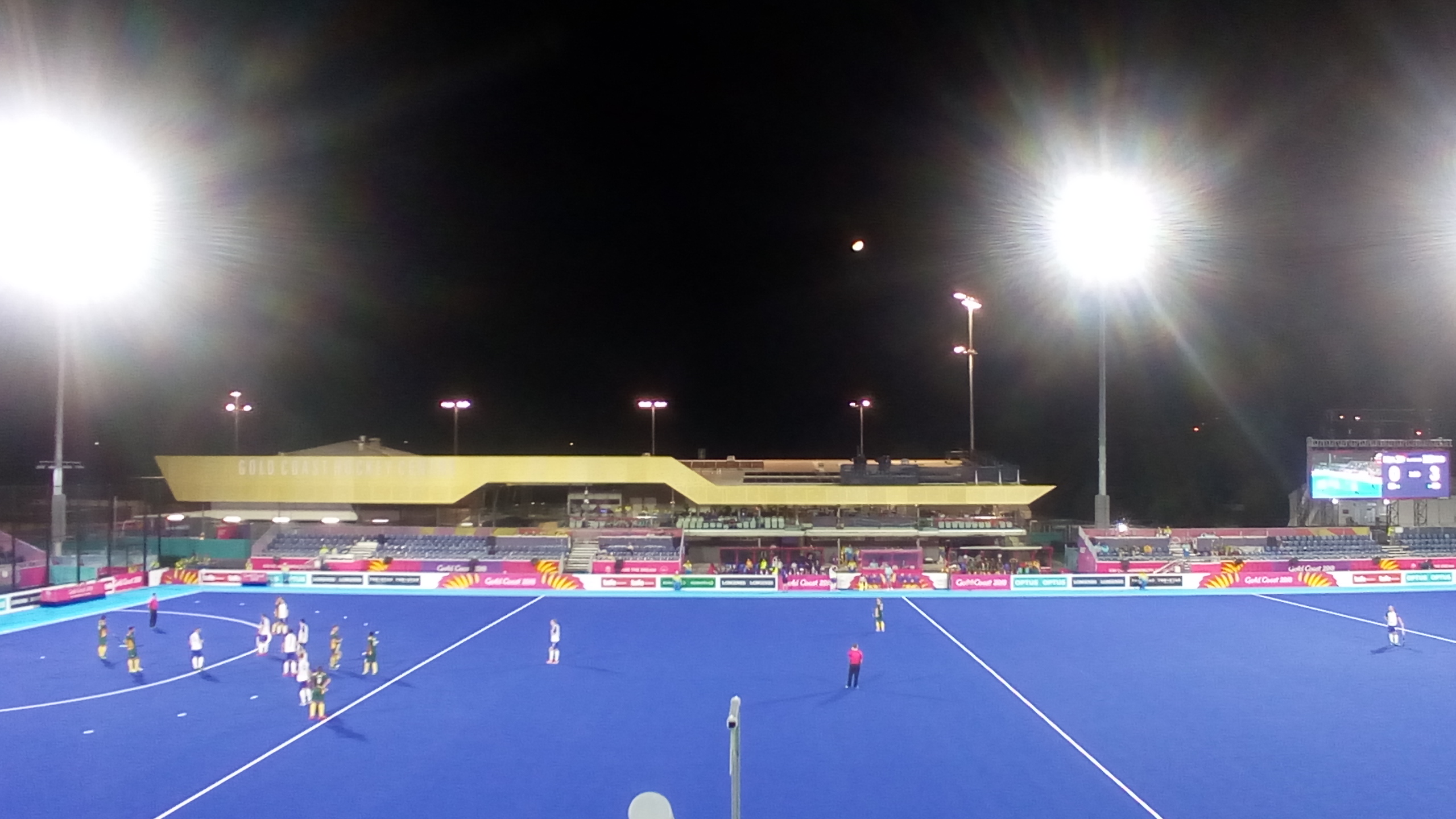
黄金海岸曲棍球中心

黄金海岸曲棍球中心是位於澳洲昆士蘭州黃金海岸的曲棍球場。在場地翻新後，舉辦2018年大英國協運動會曲棍球男女子賽事。翻新耗資1650萬美元，並於2017年6月完工。本中心為黃金海岸曲棍球協會和Labrador曲棍球俱樂部的所在地。

## 外部連結
- 官方網站 （页面存档备份，存于）